# آل الأسعد
آل الأسعد هي عشيرة سياسية إقطاعية عربية أصلها من نجد وفرع رئيسي من قبيلة عنزة. حكمت سلالة الأسعد معظم جنوب لبنان لمدة ثلاثة قرون ودافعت سلالتها عن مواطني إمارة جبل عامل التاريخية، جنوب لبنان اليوم، لمدة 36 جيلًا، كانوا يحكمون أيضًا البلقاء في الأردن، ونابلس في فلسطين، وحمص في سوريا تحت حكم الدولة العثمانية عبر الأجيال طوال فترة الخلافة العربية على يد شيخ المشايخ ناصيف النصار بن الوائلي،  ومنهم شبيب باشا الأسعد،  وعلي بك الأسعد حاكم بلاد بشارة (جزء من جبل عامل)، وعلي نصرت بك. مستشار المحكمة ورئيس وزارة الخارجية في الدولة العثمانية، ومصطفى نصار بك الأسعد، رئيس المحكمة العليا في لبنان والإدارة الاستعمارية الفرنسية لحسيب بك.

## الأفراد البارزين
- ناصيف النصار - أقوى شيخ شيعي في لبنان في القرن الثامن عشر.
- أحمد الأسعد - رئيس المجلس التشريعي الثالث للبنان .
- كامل بك الأسعد - الرئيس التشريعي الخامس للبنان، وزير التربية، وزير المياه والكهرباء، مؤسس الحزب الديمقراطي الاجتماعي اللبناني .

## فهرس
- Joudah، Ahmad Hasan (1987). Revolt in Palestine in the Eighteenth Century: The Era of Shaykh Zahir Al-ʻUmar. Kingston Press. ISBN:9780940670112. مؤرشف من الأصل في 2023-05-11.
- Philipp، Thomas (2013). Acre: The Rise and Fall of a Palestinian City, 1730-1831. Columbia University Press. ISBN:9780231506038. مؤرشف من الأصل في 2023-11-20.
- Harris، William (2012). Lebanon: A History, 600-2011. OUP USA. ISBN:9780195181111. مؤرشف من الأصل في 2023-09-04.